# Observatoire du Morne des Cadets
Ne doit pas être confondu avec Observatoire volcanologique et sismologique de Martinique.
L'observatoire du Morne des Cadets est un bâtiment de France situé à Fonds-Saint-Denis, en Martinique. Il est inscrit au titre des monuments historiques avec le sismographe Quervin-Picard depuis le 25 avril 2012 conformément à l’arrêté préfectoral n° 2012-116-0002, et labellisé « patrimoine du XXe siècle ». Construit en 1935, il accueille l'observatoire volcanologique et sismologique de Martinique qui déménage dans un nouveau bâtiment en 2019.

## Histoire
Le décision de la création d'un observatoire volcanologique à la Martinique est prise après l'éruption catastrophique de la montagne Pelée en 1902. Il ouvre en 1903 avec des moyens matériels sommaires et ce n'est qu'en 1935 qu'est construit le bâtiment actuel, trois ans après la fin de l'éruption de 1929-1932. L'institution déménage en mars 2019 dans un nouveau bâtiment situé non loin, laissant le bâtiment de l'observatoire du Morne des Cadets à l'abandon.

## Architecture
Le bâtiment principal de plan rectangulaire, comprend un sous-sol, un rez-de-chaussée, un étage et deux étages de combles qui forment la tour de l'édifice. Le rez-de-chaussée est accessible au sud par un escalier extérieur et un porche hors-œuvre. À l’intérieur, un grand hall central, sur double hauteur, distribue des salles : au rez-de-chaussée plusieurs pièces dont un secrétariat, une salle informatique et une salle de conférences. À l’étage se trouvent des bureaux et des chambres. Deux portes symétriques donnent accès sur l’élévation nord à deux petites terrasses. L’une d’elles mène à l’ancienne salle d’observation. De là, l'accès à une tour de deux niveaux se fait par une échelle.
À l’est, le second corps de bâtiment, de plan circulaire, est composé de deux niveaux semi-enterrés. Il est relié au premier corps par une galerie souterraine. Il renferme le sismographe monumental Quervin-Picard de 20 tonnes. 
L’édifice est représentatif de l’architecture scientifique du XXe siècle.